# Waldeck-Frankenberg
Landkreis Waldeck-Frankenberg is een Landkreis in de Duitse deelstaat Hessen. Kreisstadt is de stad Korbach. De Landkreis telt 156.528 inwoners (31 december 2020) op een oppervlakte van 1.848,70 km². Op 31 december 2020 had 9,45% van de inwoners een niet-Duits staatsburgerschap (14.785 niet-Duitsers) en hadden 390 inwoners het Nederlandse staatsburgerschap.

## Geschiedenis
Deze Landkreis werd in 1972 opgericht door de samenvoeging van de Landkreisen Frankenberg en Waldeck. Het grootste gedeelte van het grondgebied was vroeger van de Vrijstaat Waldeck, de opvolger van het Vorstendom Waldeck-Pyrmont.

## Steden
De volgende steden liggen in de Landkreis:
- Bad Arolsen
- Bad Wildungen
- Battenberg (Eder)
- Diemelstadt
- Frankenau
- Frankenberg (Eder)
- Gemünden (Wohra)
- Hatzfeld (Eder)
- Korbach
- Lichtenfels
- Rosenthal
- Volkmarsen
- Waldeck

Bergstraße · Darmstadt · Darmstadt-Dieburg · Frankfurt am Main · Fulda · Gießen · Groß-Gerau · Hersfeld-Rotenburg · Hochtaunuskreis · Kassel (stad) · Landkreis Kassel · Lahn-Dill-Kreis · Limburg-Weilburg · Main-Kinzig-Kreis · Main-Taunus-Kreis · Marburg-Biedenkopf · Odenwaldkreis · Offenbach am Main · Landkreis Offenbach · Rheingau-Taunus-Kreis · Schwalm-Eder-Kreis · Vogelsbergkreis · Waldeck-Frankenberg · Werra-Meißner-Kreis · Wetteraukreis · Wiesbaden
Allendorf (Eder) ·
Bad Arolsen ·
Bad Wildungen ·
Battenberg (Eder) ·
Bromskirchen ·
Burgwald ·
Diemelsee ·
Diemelstadt ·
Edertal ·
Frankenau ·
Frankenberg (Eder) ·
Gemünden (Wohra) ·
Haina (Kloster) ·
Hatzfeld (Eder) ·
Korbach ·
Lichtenfels ·
Rosenthal ·
Twistetal ·
Vöhl ·
Volkmarsen ·
Waldeck ·
Willingen (Upland)